# كونامي
شركة كونامي (بالإنجليزية: Konami Corporation ؛ باليابانية: コナミ株式会社) هي شركة يابانية تهتم بتطوير وصناعة ألعاب الفيديو. تأسست في عام 1969 وبدأت نشاطها كشركة تأجير وإصلاح أجهزة تشغيل الأغاني جوكبوكس [الإنجليزية] وكان مقرها الرئيسي في مدينة أوساكا في اليابان ولكنه حالياً في طوكيو.
كلمة «كونامي» مشتقة من أسماء المؤسسين كما تعني أيضاً كلمة (أمواج صغيرة) باللغة اليابانية.

## التاريخ

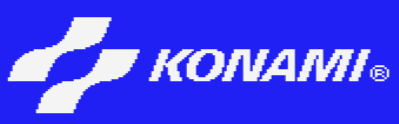
الشعار القديم لشركة كونامي، صمم في عام 1987 وانتهى الشعار سنة 2003

تأسست الشركة في 21 مارس 1969 ، وتم تأسيسها رسميًا تحت اسم Konami Industry Co. Ltd. (コ ナ ミ 工業 株式会社، Konami Kōgyō Kabushiki Gaisha) في 19 مارس 1973. كان مؤسس الشركة ورئيس مجلس إدارتها، كاجيماسا كوزوكي، قد أدار شركة لتأجير وإصلاح صندوق الموسيقى في تويوناكا بأوساكا قبل تحويل العمل إلى شركة تصنيع آلات التسلية لأروقة الفيديو. تم إصدار أول لعبة فيديو تعمل بقطع النقود المعدنية في عام 1978 ، وبدأوا في تصدير المنتجات إلى الولايات المتحدة في العام التالي.
بدأت كونامي في تحقيق النجاح مع ألعاب الأركيد الناجحة مثل فروغر وسكرامبل وسوبر كوبرا لعام 1981 ، والتي تم ترخيص العديد منها لشركات أخرى لإصدارها في الولايات المتحدة، بما في ذلك سترم إلكترونكس وغريملين. في نهاية المطاف أسسوا فرعهم في الولايات المتحدة. في عام 1982. وخلال هذه الفترة بدأت شركة كونامي في توسيع أعمال ألعاب الفيديو الخاصة بهم في السوق الاستهلاكية المنزلية بعد فترة قصيرة من إطلاق ألعاب الفيديو لـ أتاري 2600 في عام 1982 للولايات المتحدة. قامت الشركة بإصدار العديد من الألعاب لمعيار الكمبيوتر المنزلي MSX المعروف باسم صخر في عام 1983 ، تليها نينتندو إنترتينمنت سيستم في عام 1985. تم إنشاء العديد من امتيازات كونامي خلال هذه الفترة على كلا المنصتين، بالإضافة إلى الأروقة، مثل كاسلفينيا وتوين بيي وكونترا وميتال غير. نظرًا لنجاح ألعاب نينتندو إنترتينمنت سيستم الخاصة بهم، نمت أرباح الشركة من 10 ملايين دولار في عام 1987 إلى 300 مليون دولار في عام 1991.[بحاجة لمصدر]
في يونيو 1991 ، تم تغيير الاسم القانوني لشركة كونامي إلى شركة Konami Co. Ltd. (コ ナ ミ 株式会社، Konami Kabushiki Gaisha). وسيتم نقل مقرهم في وقت لاحق إلى ميناتو، طوكيو في أبريل 1993. بدأت الشركة في دعم أجهزة ألعاب الفيديو ذات 16 بت خلال هذه الفترة، بدءًا من سوبر نينتندو في عام 1990 ، تلاها تربو غرافيكس 16 في عام 1991 وميجا درايف في عام 1992.
بعد إطلاق سيجا ساترن وبلاي ستيشن في عام 1994 ، أصبحت شركة كونامي منظمة تجارية مع تشكيل العديد من الشركات التابعة لشركة Konami Computer Entertainment (KCE)، بدءًا من KCE Tokyo و KCE Osaka (والتي ستعرف لاحقًا باسم KCE Studios) في أبريل 1995، تليها KCE Japan (التي عُرفت لاحقًا باسم كوجيما برودكشنز) في أبريل 1996. كل شركة تابعة لـ KCE سينتهي بها الأمر إلى إنشاء حقوق ملكية فكرية مختلفة مثل سلسلة KCE Tokyo's Silent Hill و KCE Japan's Metal Gear Solid series (إحياء لسلسلة ميتال غير على كمبيوتر صخر). في عام 1997، بدأت شركة كونامي في إنتاج ألعاب إيقاعية للأروقة تحت العلامة التجارية Bemani وتفرعت في مجال ألعاب الورق القابلة للتحصيل مع إطلاق بطاقات يوغي ملك اللعبة! .
في يوليو 2000، تم تغيير الاسم الإنجليزي القانوني للشركة إلى شركة Konami Corporation ، لكن الاسم القانوني الياباني ظل كما هو. مع انتقال الشركة إلى تطوير ألعاب الفيديو لأجهزة ألعاب الفدييو من الجيل السادس، تفرعت في مجال الصحة واللياقة البدنية من خلال الاستحواذ على People Co. Ltd و Daiei Olympic Sports Club، Inc. والتي أصبحت شركات تابعة لشركة Konami. في أغسطس 2001، استثمرت الشركة في ناشر آخر لألعاب الفيديو، هادسن سوفت، والذي أصبح شركة تابعة مدمجة بعد قبول Konami لأسهم الجهات الخارجية الجديدة التي أصدرتها. في مارس 2006، قامت شركة Konami بدمج جميع أقسام تطوير ألعاب الفيديو الخاصة بها في شركة فرعية جديدة تُعرف باسم كونامي ديجيتال إنترتينمنت Co. (KDE)، حيث أصبحت الشركة الأم شركة قابضة خالصة. تم نقل مقرهم الرئيسي إلى ميناتو، طوكيو، في عام 2007.
أدى امتصاص هادسن سوفت في عام 2012 إلى إضافة العديد من الامتيازات الأخرى بما في ذلك: أدفنشر آيلاند و Bonk و Bloody Roar وبومبرمان و Far East of Eden و Star Soldier.
في أبريل 2015، قامت كونامي بشطب نفسها من بورصة نيويورك بعد حل شركة كوجيما برودكشنز التابعة لها. في مقابلة مترجمة مع Nikkei Trendy Net نُشرت في الشهر التالي، أعلن الرئيس التنفيذي المعين حديثًا لشركة كونامي، Hideki Hayakawa ، أن شركة كونامي ستحول تركيزها نحو الألعاب المحمولة لفترة من الوقت، مدعياً أن "الهاتف المحمول هو مستقبل الألعاب. تم تغيير الاسم التجاري للشركة من شركة كونامي إلى شركة كونامي القابضة خلال نفس الشهر.
في عام 2017، أعلن كونامي أنهم سيعيدون إحياء بعض عناوين ألعاب الفيديو المعروفة الأخرى للشركة بعد نجاح إطلاق لعبتهم سوبر بومبرمان أر لجهاز نينتندو سويتش.
في أوائل عام 2020، نقلت شركة كونامي مقرها الرئيسي إلى منطقة جينزا في طوكيو، والتي تتضمن منشأة لعقد أحداث الرياضات الإلكترونية بالإضافة إلى مدرسة للاعبي الرياضات الإلكترونية.

## الألعاب
على مدى تاريخها قدمت كونامي عدداً من أنجح الألعاب وأكثرها تعلقاً بذاكرة اللاعبين.
قامت كونامي بإنتاج العديد من الألعاب ومن أهمها سلسلة إي فوتبول المعروفة سابقاً باسم برو إفلوشن سوكر وسايلنت هيل وميتال غير واوراق يوغي يو الشهيرة غيرها العديد من الألعاب الأخرى. قامت الشركة بإنتاج عدد من الأفلام السينمائية لألعابها مثل سايلنت هيل.

## روابط خارجية
- كونامي على موقع ميوزك برينز (الإنجليزية)